# Dr. John

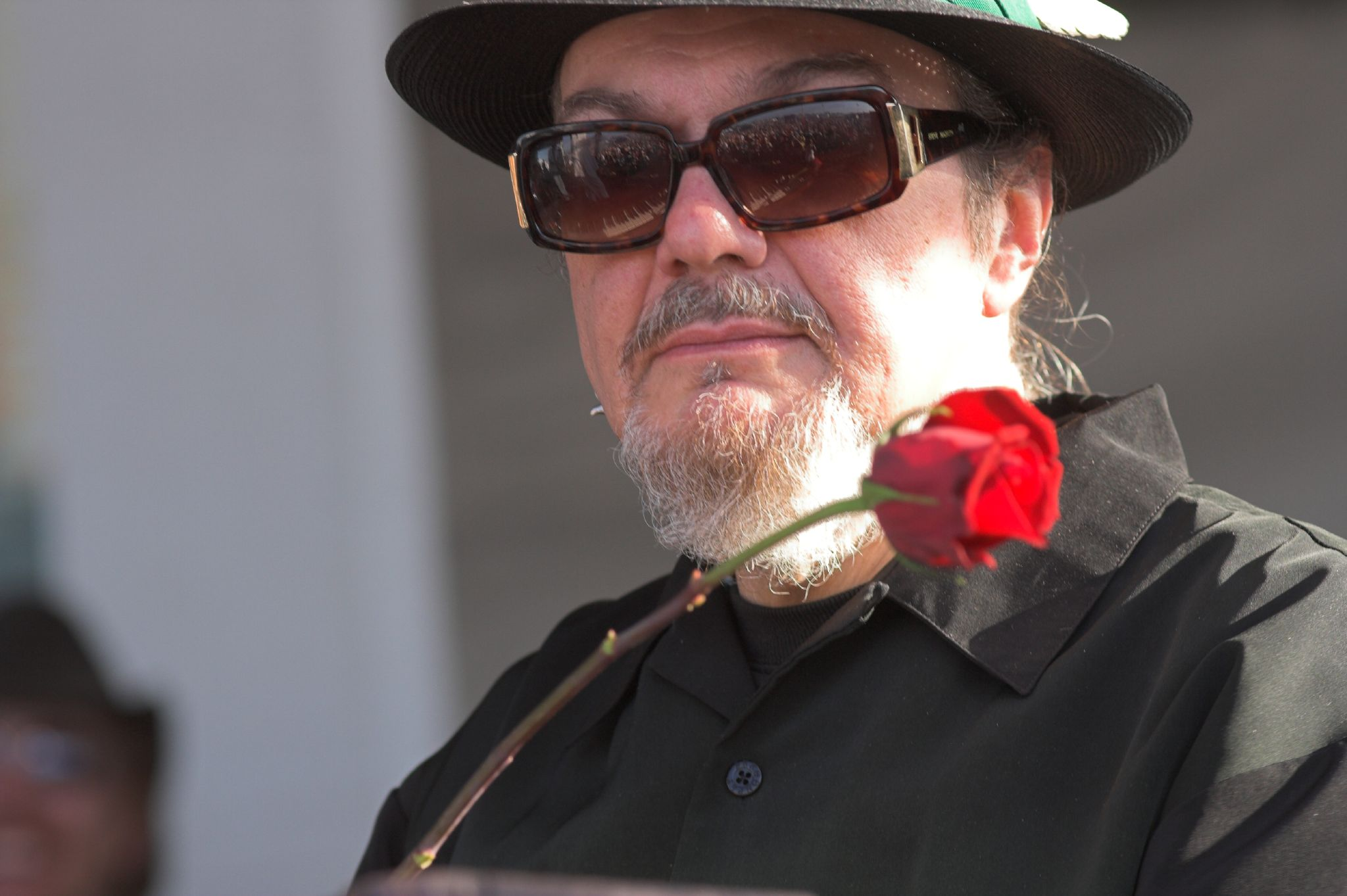
Dr. John beim New Orleans Jazz & Heritage Festival (2007)

Dr. John, eigentlich Malcolm „Mac“ John Rebennack Jr. (* 20. November 1941 in New Orleans, Louisiana; † 6. Juni 2019), war ein US-amerikanischer Musiker (Piano und Gitarre), Sänger, sechsfacher Grammy-Preisträger und Musikproduzent. Sein musikalisches Schaffen umfasste unter anderem Swamp Rock, Rock ’n’ Roll, Blues und Jazz. Rebennack war stark von der Folklore seiner Heimatstadt New Orleans beeinflusst und galt als wichtigster und nahezu einziger Vertreter des „Voodoo Rock“. 2011 wurde Dr. John in die Rock and Roll Hall of Fame aufgenommen.

## Biografie

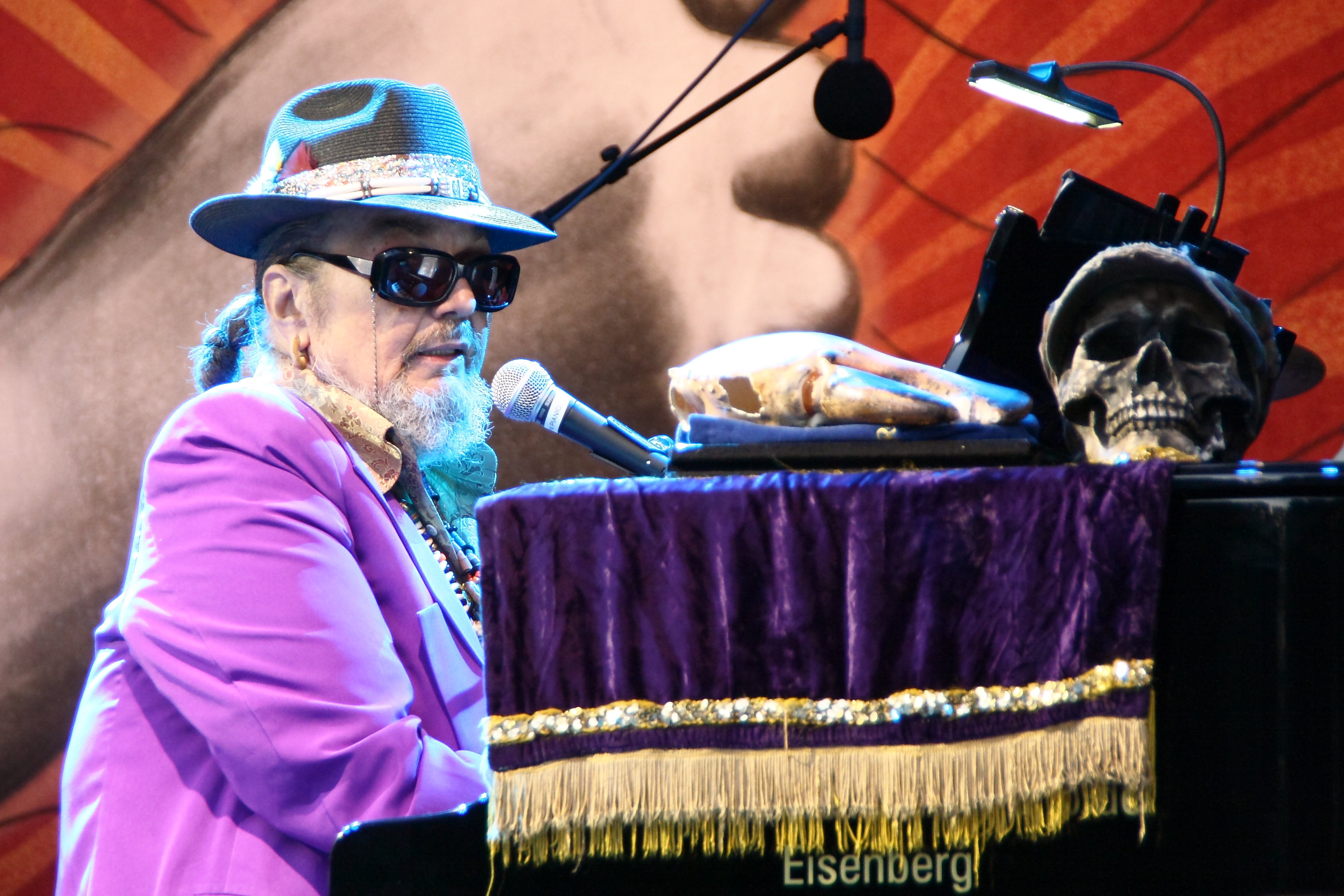
Dr. John auf dem TFF.Rudolstadt 2011

Bereits als Jugendlicher interessierte sich Rebennack für Rhythm and Blues. Mit The Spades gründete er eine High-School-Band, bei der Jerry Byrne (Lights Out) als Sänger mitwirkte. Als einer der ersten weißen Musiker spielte Rebennack regelmäßig bei R&B-Sessions in New Orleans und wurde fester Studiomusiker bei den legendären Ace Records. Zu seinen wichtigsten Einflüssen gehörte Professor Longhair; als seinen wichtigsten Lehrer bezeichnete Rebennack den Gitarristen Walter Nelson. Seine ersten Aufnahmen für ACE spielte er zusammen mit Huey „Piano“ Smith (Rockin’ Pneumonia) und Frankie Ford (Sea Cruise, 1957) ein. Sie werden heutzutage von Plattensammlern als Raritäten gehandelt. Bis 1962 war er in New Orleans, dann in Los Angeles in verschiedenen Bands aktiv und an vielen Produktionen anderer Musiker wie Frank Zappa (Freak Out!), den Rolling Stones (Exile on Main St.), Phil Spector, Sam Cooke, Aretha Franklin, Canned Heat (Living the Blues) oder Sonny and Cher beteiligt. 1977 arbeitete er gemeinsam mit Van Morrison an dessen Comebackalbum A Period of Transition. Im Rahmen dieses Albums wirkte er als Arrangeur und Musiker mit. Im selben Jahr absolvierten die beiden eine Reihe gemeinsamer Auftritte, die in einem Fernseh-Special gipfelten.
Seinen ersten großen Erfolg hatte Dr. John 1968 mit Gris-Gris, einer recht unheimlich klingenden Mischung aus Voodoo-Zaubersprüchen, Rhythm and Blues und kreolischer Soul-Musik. Bereits seit seiner Kindheit war er von Zauberamuletten und eigenen nekromantischen Phantasien umgeben, die seinen Aussagen nach durch seine Familie animiert gewesen sein sollen. Seine Großmutter soll beispielsweise Telekinese beherrscht und beizeiten selbst im Raum geschwebt haben. Mit farbenprächtigen, pittoresken Bühnenauftritten stilisierte er sich als Dr. John (Creaux) the Night Tripper zu einer Ikone des Psychedelic Rock. Einige seiner Rockliturgien erhielten dabei eine besonders hypnotische Spannung, da er seine Stimme bewusst heiser und mit Flüster- und Krächzsequenzen einsetzte (Bsp.: I Walk on Guilded Splinters). Mit Babylon, Remedies und The Sun, Moon and Herbs setzte er die Wiederbelebung und Aktualisierung der musikalischen Einflüsse seiner Heimatstadt fort. Einige Stilelemente der Bühnenfigur Dr. John gehen auf den 1963 verstorbenen Musiker Prince La La zurück. Das nächste Album, Gumbo, kündigte Rebennacks Abwendung von seinem extravaganten Lebensstil an, die sich mit In the Right Place und Desitively Bonnaroo fortsetzte. Die folgenden Alben fanden nicht viele Käufer. Alle seine Versuche, sich juristisch gegen nicht autorisierte Aufnahmen (Anytime, Anyplace oder The Nashville Sessions) zur Wehr zu setzen, scheiterten.

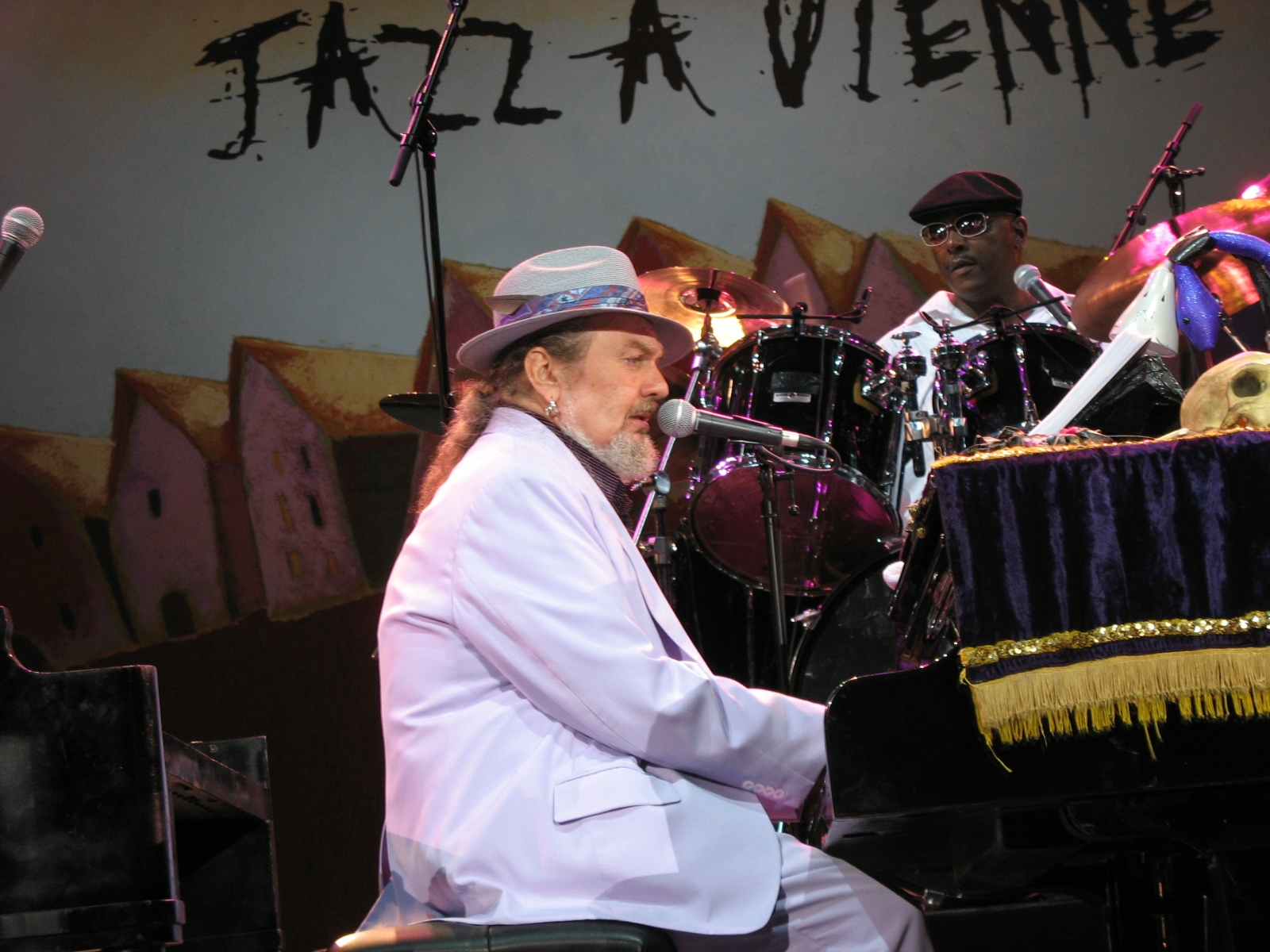
Dr. John beim Festival Jazz à Vienne (2006)

Seine schöpferische Pause endete 1981 mit dem Erscheinen der Platte Dr. John Plays Mac Rebennack, einer Sammlung von Titeln, die der Musiker alleine mit seinem Klavier aufgenommen hatte und die er in The Brightest Smile in Town weiter ausbaute. Seither veröffentlichte er in unregelmäßigen Abständen weitere Alben, die er fast ausschließlich selbst komponierte. Daneben arbeitete er mit zahlreichen Bluesmusikern wie Charles Brown, The Simpsons, Willy DeVille, aber auch mit Jazzmusikern (Maria Muldaur, Lillian Boutté, Bennie Wallace oder Chris Barber) sowie mit Rockmusikern wie Mick Jagger und Eric Clapton zusammen. Er trat in Martin Scorseses Film The Last Waltz auf, einer Verfilmung des Abschiedskonzerts der legendären Rockband Bob Dylans, The Band, von 1977, ebenso wie auch im Film Blues Brothers 2000. Darüber hinaus komponierte er Musik für Werbespots und -clips (Jingles) und sang den Titelsong für die Fernsehserie Blossom. Mit dem 1995 erschienenen Album Afterglow wurde seine Liebe zum Jazz deutlich; Jazz-Standards aus den 1930er- und 1940er-Jahren prägen das Album.
Er sang den Song Cruella DeVille für den Disney-Film Hundertundein Dalmatiner. Im Jahr 2009 gab es eine weitere Zusammenarbeit mit Disney: Das Eröffnungslied Down in New Orleans aus dem Zeichentrick-Film Küss den Frosch wird von Dr. John interpretiert.
Die Musikgruppe Emerson, Lake and Palmer entnahm dem Text von Dr. Johns Song Right Place, Wrong Time die Wortschöpfung „Brain Salad Surgery“ für ihr gleichnamiges Album aus dem Jahre 1973.
2007 wurde Dr. John in die Blues Hall of Fame aufgenommen und 2011 in die Rock and Roll Hall of Fame, im selben Jahr erhielt er den Blues Music Award als bester Klavierspieler. Das legendäre Debütalbum Gris-Gris (1968) wurde in die Wire-Liste The Wire’s „100 Records That Set the World on Fire (While No One Was Listening)“ aufgenommen. Es belegt zudem Platz 143 (2003) und 356 (2020) der 500 besten Alben aller Zeiten des Rolling Stone und wurde von Pitchfork auf Platz 162 der 200 besten Alben der 1960er Jahre gewählt.  Sein Album Locked Down wurde 2013 mit dem Grammy Award for Best Blues Album ausgezeichnet.
Dr. John starb am 6. Juni 2019 an den Folgen eines Herzinfarktes. 2022 erschien postum sein letztes Studioalbum mit dem Titel Things Happen That Way. Daran mitgearbeitet hatten Willie Nelson, Aaron Neville und Neil Youngs Begleitband Promise of the Real.

## Diskografie
- 1968 Gris-Gris
- 1969 Babylon
- 1970 Remedies
- 1971 The Sun, Moon and Herbs
- 1972 Dr. John’s Gumbo (Platz 402 der Rolling Stone 500)
- 1973 In the Right Place
- 1973 Triumvirate (mit Mike Bloomfield und John Hammond)
- 1974 Desitively Bonnaroo
- 1976 Hollywood Be Thy Name
- 1978 City Lights
- 1979 Tango Palace
- 1981 Dr. John Plays Mac Rebennack Vol. 1
- 1983 The Brightest Smile in Town
- 1984 Such a Night (Aufgenommen am 4. November 1983 im Albany Empire Theatre, London)
- 1984 Jet Set (Single)
- 1989 Zu Zu Man
- 1989 In a Sentimental Mood
- 1991 Funky New Orleans (With The Donald Harrison Band)
- 1992 Goin’ Back to New Orleans (Grammy für Bestes traditionelles Blues-Album, DE: Gold (German Jazz Award))[10]
- 1993 The Dr. John Anthology (Mos’ Scocious)
- 1994 Television
- 1995 Live at Montreux
- 1995 Afterglow
- 1997 Trippin’ Live
- 1998 Anutha Zone
- 2000 Duke Elegant
- 2001 Creole Moon
- 2003 All by Hisself: Live at the Lonestar
- 2004 N’Awlinz Dis Dat Or D’Udda
- 2005 Live at Montreux (CD/DVD)
- 2006 Dr. John Plays Mac Rebennack – The Legendary Sessions Vol.2
- 2006 Sippiana Hericane
- 2006 Mercernary
- 2008 City That Care Forgot (Grammy für Bestes zeitgenössisches Blues-Album)
- 2010 Tribal
- 2011 Zu Zu Soirée
- 2012 Locked Down (Grammy für Bestes Blues-Album)
- 2014 Ske-Dat-De-Dat… Spirit Of Satch
- 2022 Things Happen That Way